# کازویا موراتا (کارگردان)
کازویا موراتا (انگلیسی: Kazuya Murata؛ زادهٔ ۱۹۶۴ (۶۰–۶۱ سال)) کارگردان فیلم، و تهیه‌کننده فیلم اهل ژاپن است.